# George Wilkinson Drabble
George Wilkinson Drabble (c. 1824 - 2 de octubre de 1899) fue un empresario británico, conocido por invertir en ferrocarriles y bancos en Argentina y Uruguay, y por fundar la River Plate Fresh Meat Company.

## Carrera
Drabble llegó a Uruguay en 1847 junto con su hermano menor, Charles Thompson, en plena guerra civil. En 1864, mientras se encontraba en Argentina, fue presidente de la Bolsa de Comercio de Buenos Aires. Drabble siguió haciendo negocios en el Río de la Plata hasta 1870, cuando se estableció en Londres para canalizar la inversión británica hacia el Río de la Plata. En esa época ocupó el cargo de presidente del Consejo de Administración del Banco de Londres y Río de la Plata. Tuvo una gran influencia en las empresas británicas establecidas en el Río de la Plata y en las decisiones de los gobiernos locales. Fue miembro del Ferrocarril Central Argentino y presidente de la Compañía del Ferrocarril a Campana, constructora del Ferrocarril Buenos Aires a Rosario.

### Incidente de Rosario
En 1876, se produjo un incidente entre el gobierno de la provincia de Santa Fe y el Banco de Londres y Río de la Plata, en el que el gobierno de Santa Fe, con el apoyo del presidente Nicolás Avellaneda, ordenó la liquidación de la sucursal local del Banco de Londres y Río de la Plata en Rosario, tras la aprobación de una nueva ley que prohibía a cualquier otra organización, salvo al gobierno de Santa Fe, convertir papel moneda en oro. Esta orden se dio porque el banco se negó a ceder. Se produjo un incidente internacional cuando se confiscaron sus reservas de oro y se detuvo al gerente.
En junio de ese año, Drabble viajó a Argentina para sustituir al embajador británico en las negociaciones. El envío del cañonero británico, HMS Beacon, a Rosario, aguas arriba del río Paraná, reforzó su credibilidad Tras ello, el gerente fue liberado, se rectificó la orden de liquidación y se devolvió el oro.

### River Plate Fresh Meat Company
En 1882, Drabble y su hermano James Drabble fundaron la River Plate Fresh Meat Company, con el objetivo de utilizar la refrigeración en la industria cárnica internacional, tras adquirir en 1877 dos máquinas de refrigeración De La Vergne, que producían hasta 5000 kg de hielo al día y bajaban la temperatura de las cámaras frigoríficas a −10 °C, La sede estaba en Londres El 25 de noviembre de 1883, realizó su primer envío de carne refrigerada, que llegó con éxito a Londres en enero de 1884. La fábrica principal estaba establecida en Campana, mientras que una fábrica uruguaya estaba establecida en Real de San Carlos, cerca de Colonia. La fábrica uruguaya cerró en 1888, pero seguía comprando ovejas de Uruguay, que luego eran enviadas a la fábrica en Argentina. La carne argentina se ofrecía en Londres a un precio significativamente menor que la de los Estados Unidos, y por ello tuvo mucho éxito. Después de un incendio en 1924 en la fábrica argentina, la empresa tuvo que cerrar en 1926.

## Vida personal
Drabble nació en 1824 en Sheffield, murió el 2 de octubre de 1899 de una insuficiencia renal, en Sandown, Isla de Wight.